# Circular de la UAI
Les Circulars de la Unió Astronòmica Internacional (en anglès, International Astronomical Union Circulars, IAUCs) són avisos que donen informació sobre fenòmens astronòmics.
Les IAUCs són emeses per l'Oficina Central de Telegrames Astronòmics (CBAT) de la Unió Astronòmica Internacional a intervals irregulars per al descobriment i la informació de seguiment sobre objectes astronòmics com satèl·lits naturals, noves, supernoves i cometes.

## Història
La primera sèrie de les IAUCs es va publicar a Uccle entre 1920 i 1922, quan la primera CBAT de la UAI es va ubicar allà; la primera IAUCs publicada en la present sèrie es va publicar el 1922 a l'Observatori de Copenhaguen després de la transferència del CBAT d'Uccle a Copenhaguen.
A finals de 1964, la CBAT es va traslladar de Copenhaguen a l'Observatori Astrofísic Smithsonian de Cambridge (Massachusetts, EUA), on roman, als terrenys del Harvard College Observatory (HCO). El HCO havia mantingut una Oficina Central a l'hemisferi occidental des de 1883 fins a finals de 1964, quan el seu personal va assumir la CBAT de la IAU; El HCO va publicar les seves pròpies cartes d'anunci que anaven paral·lelament a les IAUCs des de 1926 fins a finals de 1964, però les cartes d'anuncis van deixar de publicar-se quan es van començar a emetre les IAUCs des del mateix edifici.

## Accessibilitat
Els IAUC s'entreguen a través del Servei Postal dels Estats Units d'Amèrica, per correu electrònic i a través de l'Oficina Central de Telegrames Astronòmics/Servei d'ordinadors del Minor Planet Center. La majoria de les circulars d'anuncis publicades a Cambridge, Copenhaguen i Uccle des de 1895 fins a l'actualitat es poden veure a través del lloc web de la CBAT.